# تپه کشاری ۴
تپه کشاری ۴ مربوط به هزاره سوم قبل از میلاد است و در شهرستان سرباز، بخش پیشین، دهستان پیشین، ۳ کیلومتری شرق اسحاق آباد واقع شده و این اثر در تاریخ ۲۷ اسفند ۱۳۸۷ با شمارهٔ ثبت ۲۶۵۲۲ به‌عنوان یکی از آثار ملی ایران به ثبت رسیده‌است.